# Крюков, Николай Егорович
Николай Егорович Крюков (род. 8 июня 1937, Сталинск, Западно-Сибирский край, РСФСР, СССР) — советский и российский промышленник, генеральный директор АО «Новокузнецкий завод резервуарных металлоконструкций имени Н. Е. Крюкова». Председатель Совета директоров АО «БСТ-БАНК». Герой Кузбасса (2011). 

## Биография
Николай Егорович Крюков родился 8 июня 1937 года в Сталинске. 
Служил в армии стрелком-радистом на самолёте Ил-14. 
В 1967 году окончил Сибирский металлургический институт имени С. Орджоникидзе по специальности «Металлургия чёрных металлов». Получил квалификацию инженера-металлурга.
Депутат Кемеровского областного совета народных депутатов в 1999—2013 годах. Член партии Единая Россия. 
В 2011 году получил звание Героя Кузбасса.

## Деятельность на посту гендиректора НЗРМК
С 1971 года возглавляет Новокузнецкий завод резервуарных металлоконструкций с перерывом в 1974—1978 на время работы в горкоме КПСС. 
27 июля 2007 года НЗРМК было присвоено имя Николая Егоровича Крюкова.

## Награды и звания
- орден «Знак Почёта»
- орден «Доблесть Кузбасса»
- Орден Святого благоверного князя Даниила Московского (РПЦ)
- медали «За особый вклад в развитие Кузбасса» трёх степеней
- медаль «За веру и добро»
- медаль «За служение Кузбассу»
- медаль «За труд во славу Кузбасса»
- звание «Почётный гражданин Кемеровской области»
- звание «Почётный гражданин города Новокузнецка»[3]
- звание «Почётный строитель Кузбасса»
- почётное звание «Заслуженный строитель Российской Федерации»
- памятная медаль энциклопедии «Лучшие люди России»[4]
- лучший предприниматель 2015 года в Новокузнецке в сфере медицины